# Aglepristone
Aglepristone (INN) (tên Alizine thương hiệu; cựu tên mã phát triển RU-46.534, RU-534) là một chất kháng progestogen tổng hợp, steroid liên quan đến mifepristone được tiếp thị bởi Virbac ở một số châu Âu nước để sử dụng trong y học thú y. Nó đặc biệt được sử dụng như một chất phá thai ở động vật mang thai. Aglepristone, tương tự như mifepristone, cũng có một số hoạt động kháng glucocorticoid.